# Жміґродський замок
Замок у Жміґроді (пол. Zamek w Żmigrodzie, нім. Schloss Trachenberg чи Schloss Hatzfeld) — руїни барокового палацу і добре збережена готична житлова вежа, які розташовані над річкою Барич у місті Жміґруд Тшебницького повіту Нижньосілезького воєводства в Польщі. Окрім руїн замку, у прилеглому до нього парку також є пам’ятка природи — дуб звичайний з діаметром стовбура 631 сантиметр (у 2010 році).

## Історія

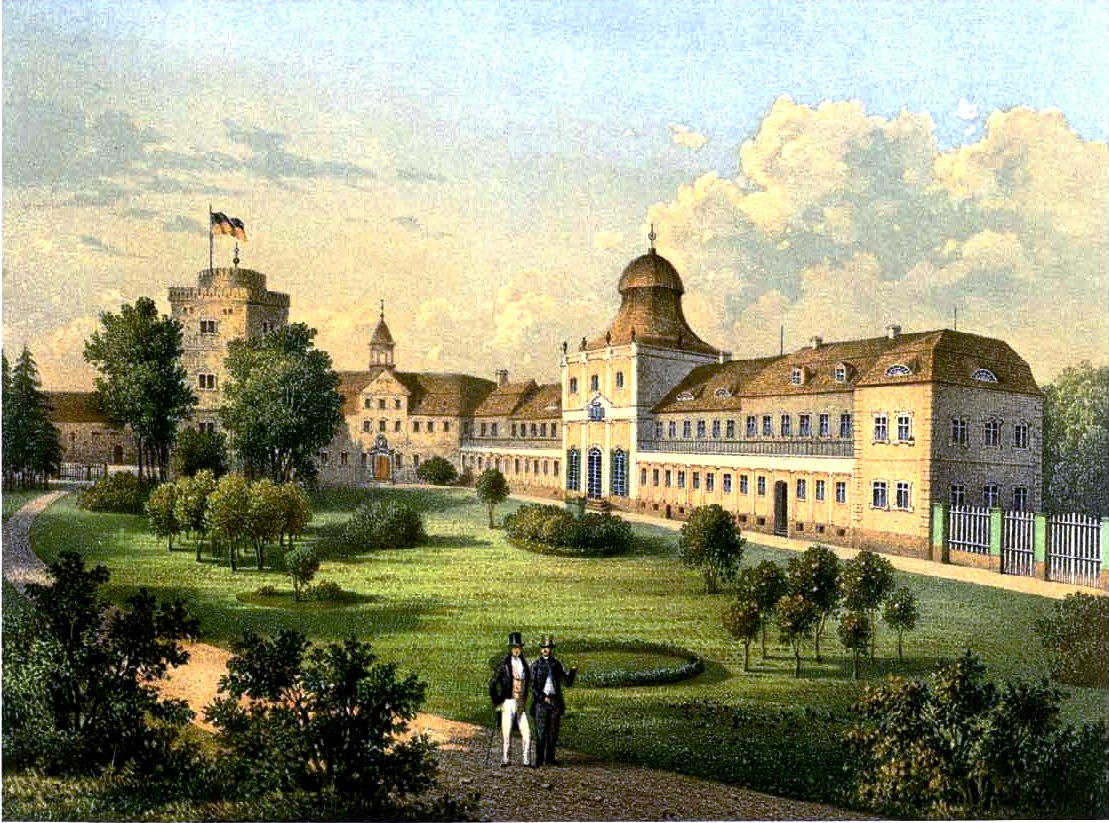
Палац у другій половині ХІХ століття. Із колекції Александра Дункера

Перша згадка про замок датується 1296 роком. Найбільш ймовірно, що на той час він був дерев'яним укріпленням.  Наступного разу замок було згадано у 1375 році як замок, що належав олесницьким князям. Це була будівля неправильної форми, що мала вежу з північної сторони та в'їзну браму — з південної. Замок знаходився серед боліт річки Барич та було оточено ровом. Його власниками, у ті часи, були вроцлавські єпископи, олесницькі князі та лицарі.
Зі смертю останнього олесницького П’яста — Конрада Х Білого, у 1492 році місто разом із замком перейшло у власність чеського короля Владислава ІІ Ягеллончика, який передав місцеві землі польському феодалу з Великопольщі, Зигмунту Корцбоку (Курцбаху) з Віткова. Вільгельм Курцбах у 1560 році збудував другу, збережену донині, вежу. Це чотиригранна, чотириповерхова житлово-оборонна споруда.
Родина Курцбах володіла замком до 1592 року, коли замок було продана Адаму Шафгочу. На межі XVI—XVII століть замок двічі знищувався пожежами. Відбудований і сильно укріплений замок протягом двох років успішно відбивав атаки шведських військ під час Тридцятилітньої війни. Однак у 1642 році шведи все ж здобули замок і з того часу впродовж 8 років він слугував базою для шведських військ у Сілезії.
З середини XVII століття, аж до завершення Другої світової війни, замок перебував у володінні родини фон Хатцфельд. У другій половині XVII століття або ж на початку XVIII століття австрійський фельдмаршал Мельхіор фон Хатцфельд перебудував замок у чудовий бароковий палац. Середньовічні будівлі, за винятком вежі, було знесено. Палац було модернізовано у XVIII столітті. Архітектором нового крила, яке було виконано у стилі класицизму, став Карл Готгард Ланґганс.
9 липня 1813 року палац став місцем зустрічі російського царя Олександра I та прусського короля Фрідріха Вільгельма III, які разом з англійськими та австрійськими депутатами розробляли тут план остаточної поразки Наполеона. Ці напрацювання увійшли в історію як так званий Трахенберзький план. У ХІХ столітті з вежі було знято чотирисхилий дах та добудовано верхню частину, прикрашену неоготичним кренеляжем.
Палац було зруйновано у 1945 році, після чого його вже не відбудовували. Збереглася лише вежа, яку відреставрували ззовні. У 70-их роках ХХ століття значна частина руїн палацу була знесена, а їх уламки було вивезено.

## Сучасний стан
У 2007 році, за кошти ЄС, розпочалося відновлення збереженої частини руїн палацу та інтер'єру вежі. З 2008 року залишки замку функціонують як туристичний об'єкт. У 2012 році до існуючої частини замку було добудовано так званий трельяж, що символізує втрачене довге крило палацу. В наш час у підземеллях руїн функціонує ресторан, тоді як у збереженій вежі — пункт туристичної інформації, музейні експозиції, театральна та конференц-зала, готельні апартаменти та оглядовий майданчик.

## Фотогалерея

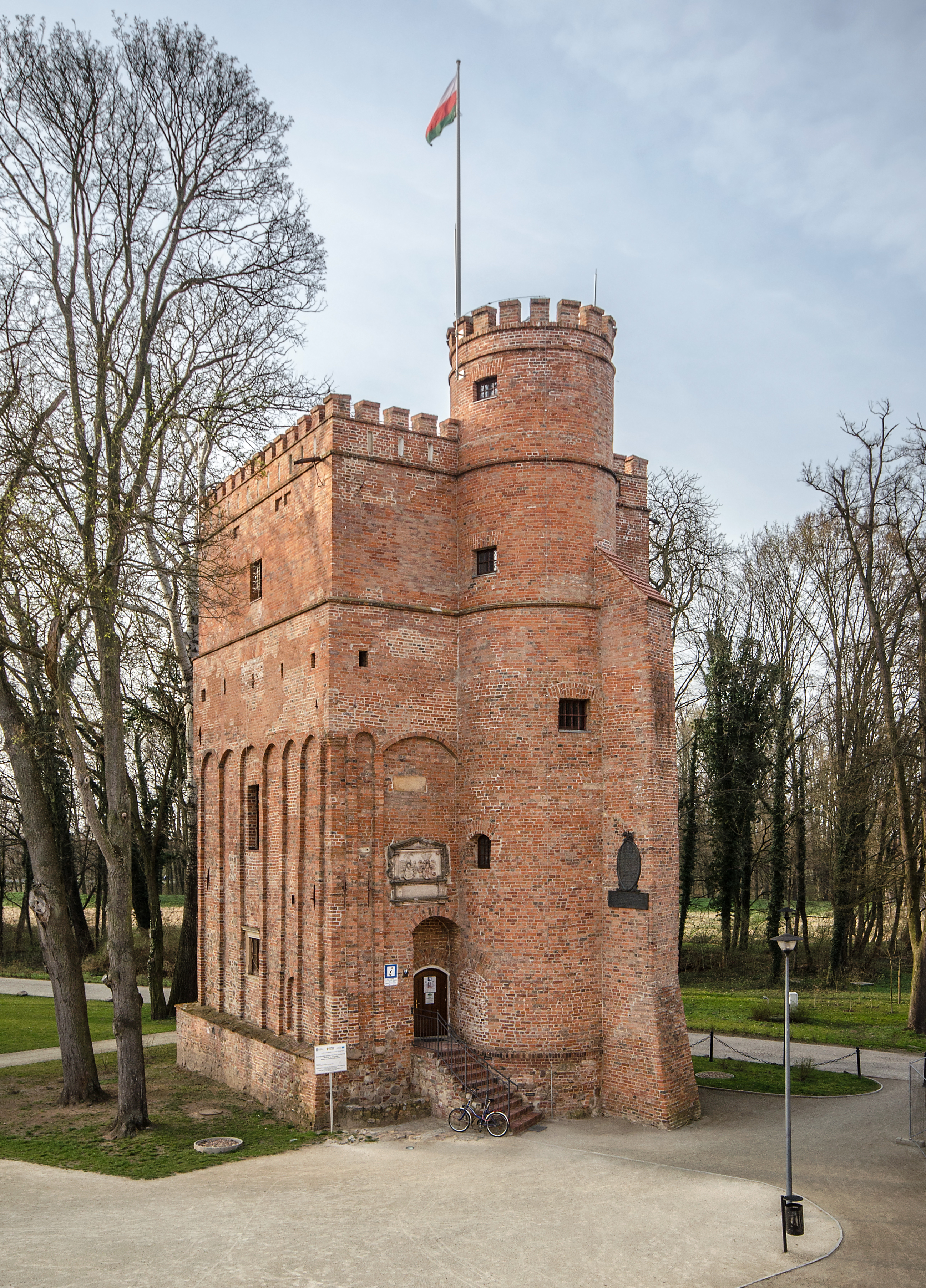
Збережена вежа
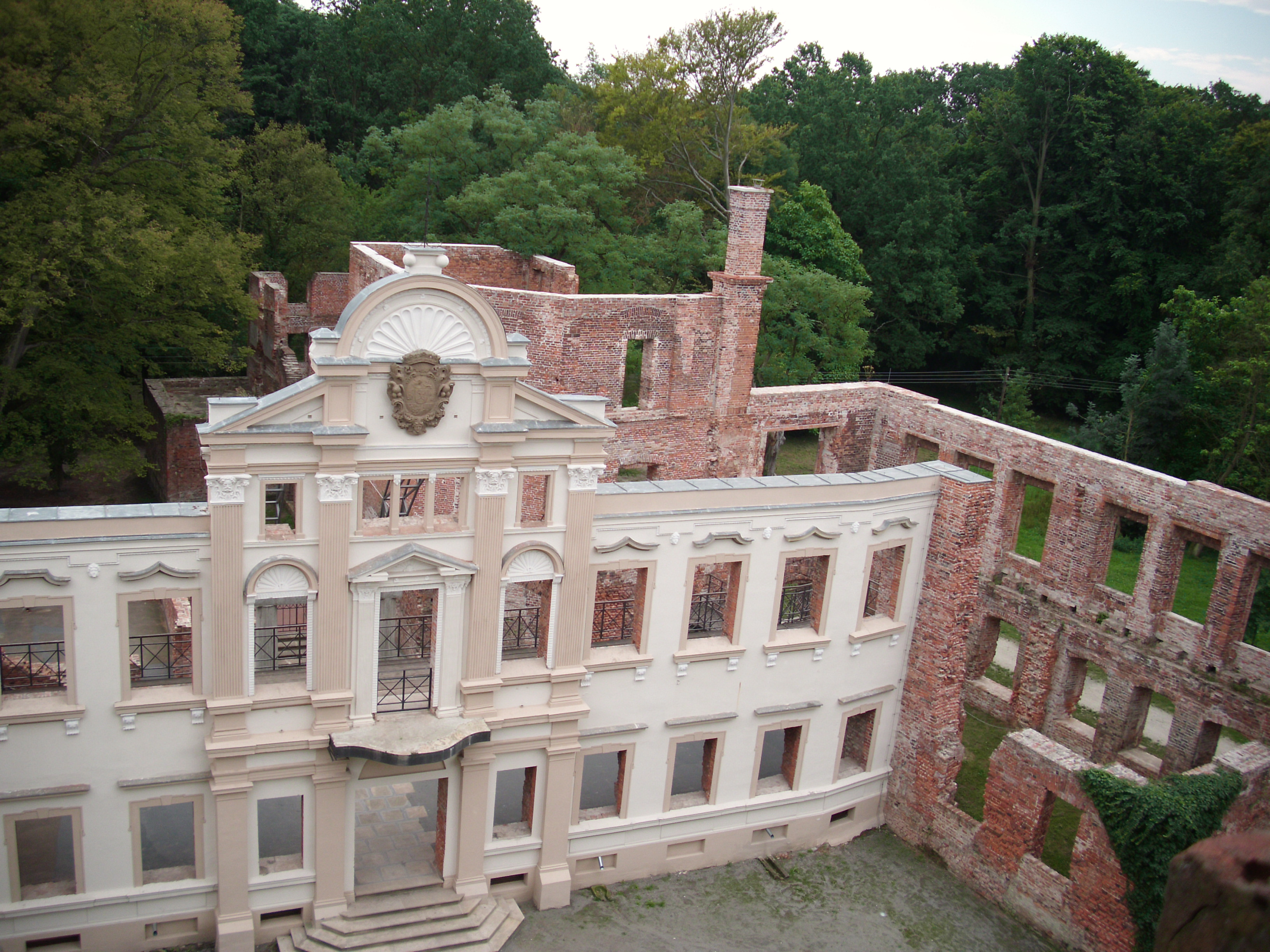
Руїни палацу Хатфельдів після ревіталізації. Вигляд згори
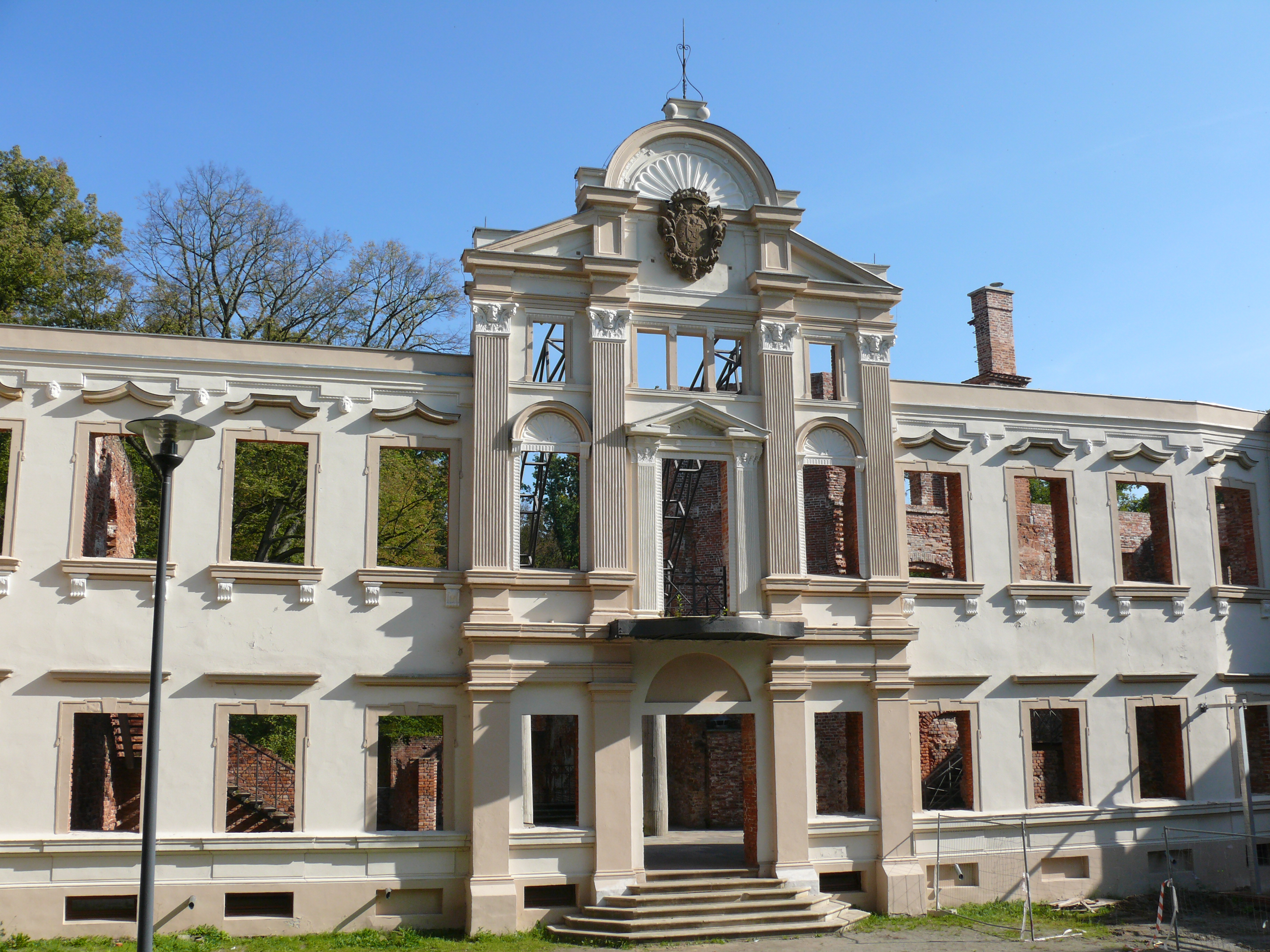
Руїни палацу Хатцфельдів після ревіталізації
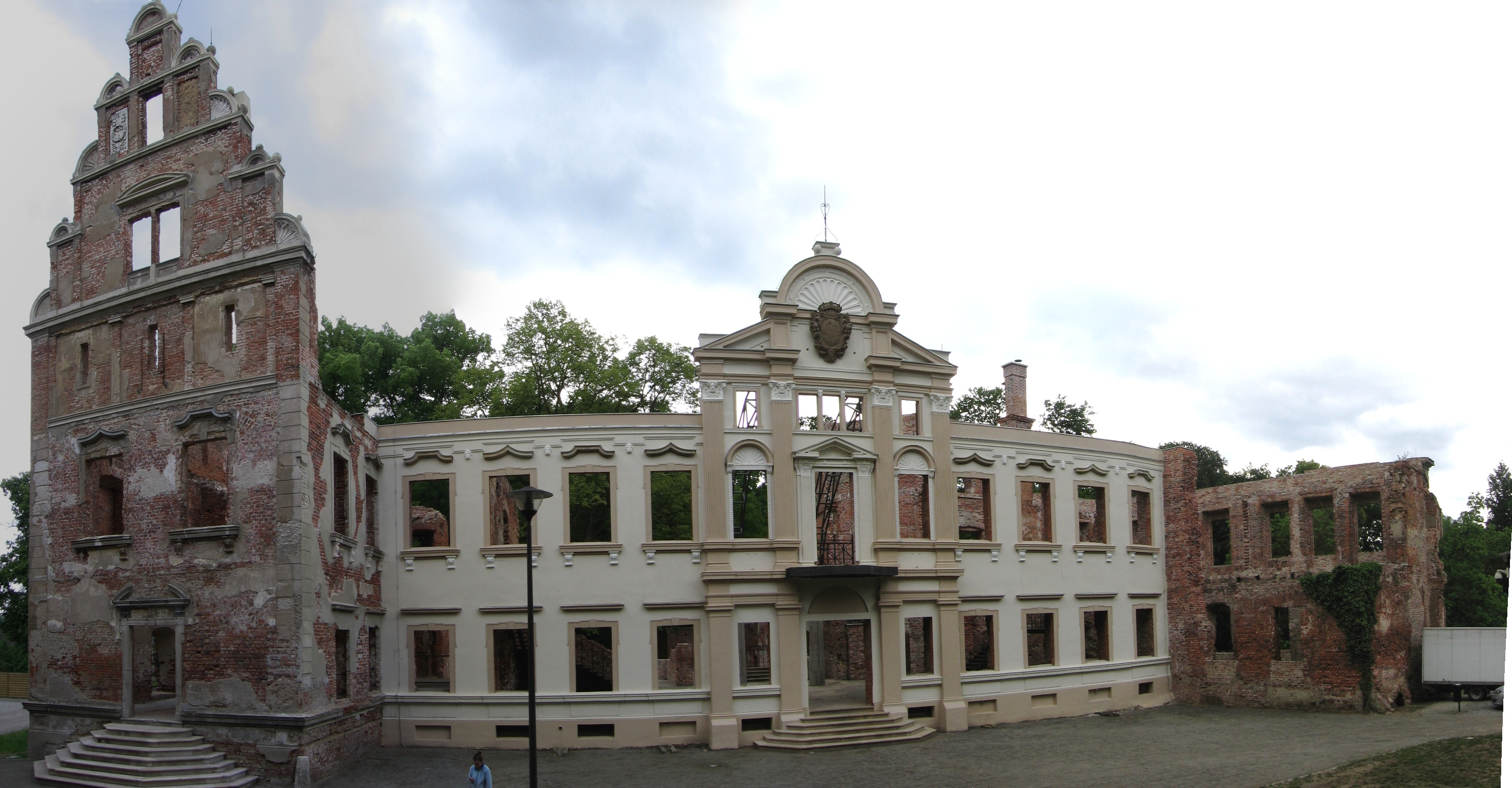
Руїни палацу Хатцфельдів після ревіталізації
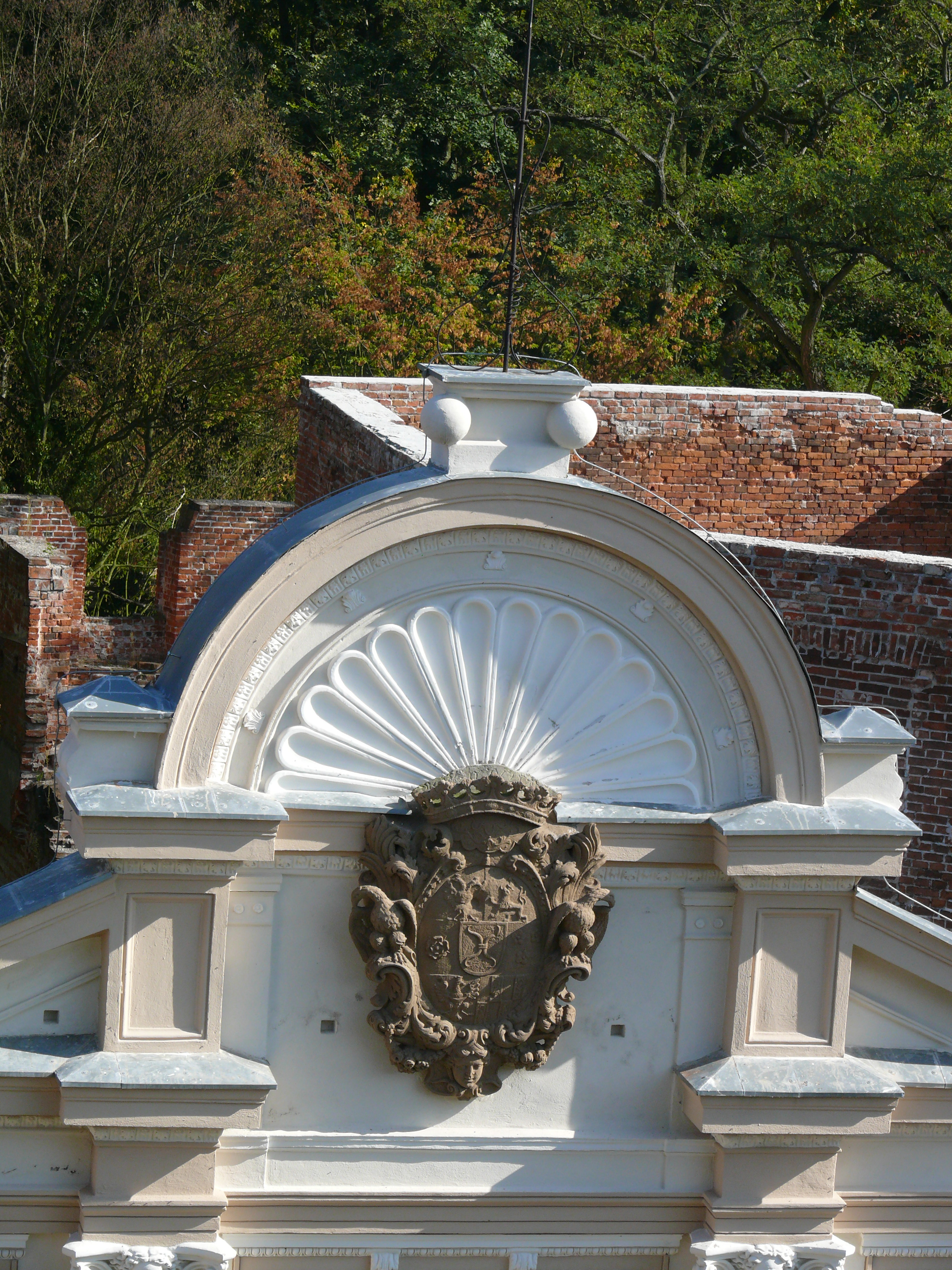
Герб на фасаді палацу Хатцфельдів
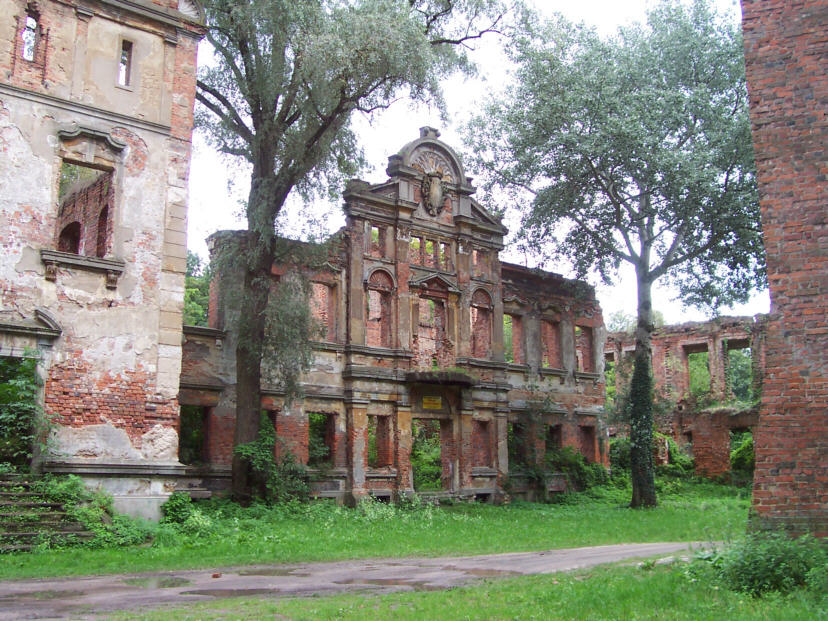
Руїни палацу в 2006 році